# Таоте

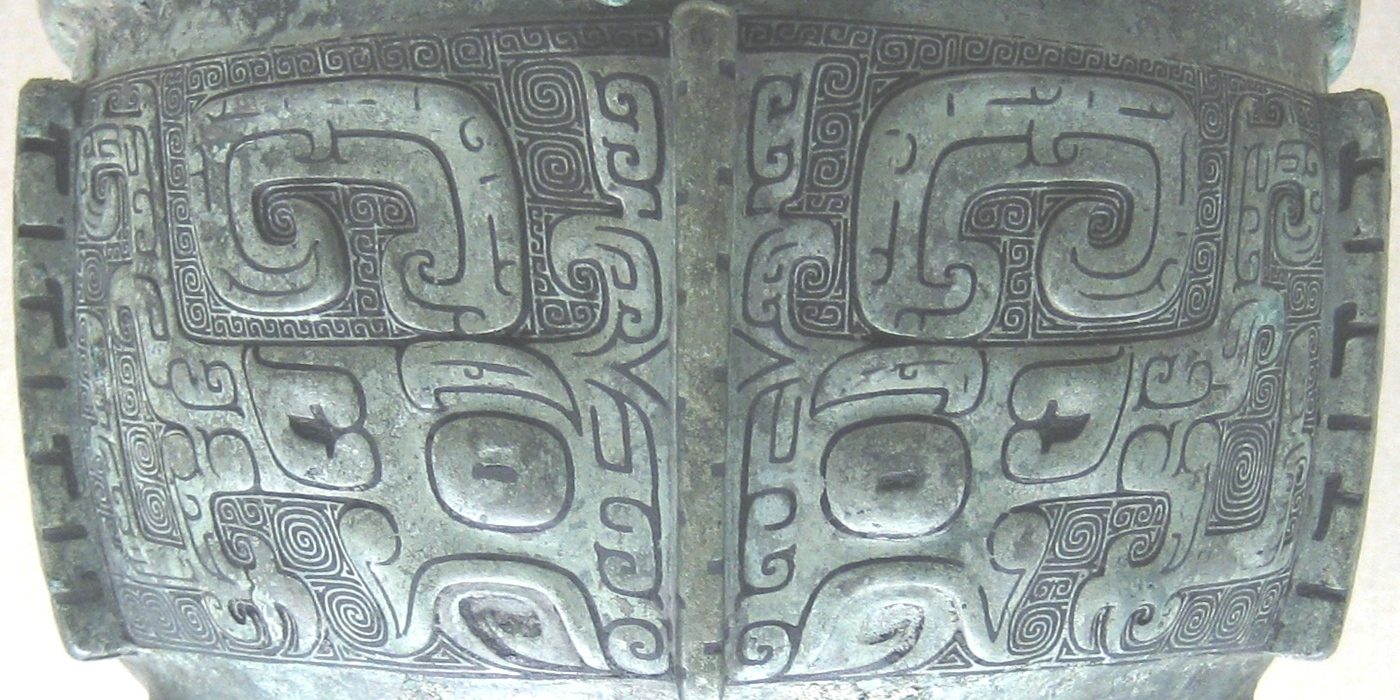
Орнамент Таоте

Таоте (кит. трад. 饕餮, пиньинь tāotiè; дословно — «обжора») — изображение чудовища, которое часто встречается в орнаментах на бронзовых изделиях династий Шан и Чжоу.
Существует несколько гипотез, что именно изображает таоте, но они основываются на домыслах или более поздних текстах; упоминание таоте в шанских источниках до сих пор не обнаружено. Изображение тесно связано с шанским религиозным культом, особенностью которого был обычай поднесения животных и человеческих жертвоприношений духам предков и божествам природных стихий. Это наиболее вероятное объяснение того, что изображение таоте встречается на ритуальных сосудах для жертвоприношений и секирах Юэ (鉞), предназначавшихся для обезглавливания жертв.
Аналогичные симметрично-развёрнутые изображения личин характерны не только для индо-тихоокеанского региона (индийская маска чудовища над дверным проёмом Киртимукха), но и для тихоокеанского побережья Нового света (змееобразное чудовище Сисиутль индейцев Северо-западного побережья), что может отражать пути первой волны заселения Америки человеком.
Особенностью изображения являются огромные круглые глаза с мощными надбровными дугами и крупные разветвлённые рога, которые могут изгибаться в спиралевидные узоры.

## В современной культуре
- Великая стена (фильм)
- 12 королевств (аниме, книга)